# وارکسو
وارکِسو (به مجاری:  Várkesző) یک شهرداری در مجارستان است که در ناحیه پاپا واقع شده‌است. وارکسو ۶٫۴۱ کیلومتر مربع مساحت و ۲۱۱ نفر جمعیت دارد.